# Añorbe
Añorbe  est une ville et une municipalité de la communauté forale de Navarre, dans le Nord de l'Espagne.
Elle est située dans la zone mixte de la province et à  20,6 km de sa capitale, Pampelune. Le nombre d'habitants en 2020 était de 595.

## Géographie
Son territoire se situe dans le centre géographique de la communauté Foral de Navarre.

### Quartiers
Bodega Vieja, Chantrea, Lagartegui et Iglesia.

### Localités limitrophes
Úcar au nord, Tirapu à l'est, Enériz à l'ouest et Artajona au sud.

## Situation socio-linguistique
La langue majoritaire de la population est l'espagnol. En 2011, le pourcentage de bascophone était de 5,7 %. La municipalité est située dans la zone linguistique mixte depuis 1986, où certains services comme l'éducation et l'administration sont en espagnol et en basque. Quant à l'évolution de la langue basque dans cette zone, de 1991 à 2018, le poids relatif des bascophones dans la société navarraise n'a cessé d'augmenter, passant de 5,2 % à 12,4 % (de 9,5 % à 14,1 % pour l'ensemble de la Navarre).
Selon les cartes linguistiques historiques, dans la région d'Añorbe, le basque était la langue d'usage depuis plusieurs siècles, mais entre la fin du XVIIIe siècle (1778) et du XIXe siècle (1863), elle fut progressivement remplacée par l'espagnol.

## Démographie
| Évolution démographique                                | Évolution démographique | Évolution démographique | Évolution démographique | Évolution démographique | Évolution démographique | Évolution démographique | Évolution démographique | Évolution démographique | Évolution démographique | Évolution démographique |
| 1996                                                   | 1998                    | 1999                    | 2000                    | 2001                    | 2002                    | 2003                    | 2004                    | 2005                    | 2006                    | 2007                    |
| ------------------------------------------------------ | ----------------------- | ----------------------- | ----------------------- | ----------------------- | ----------------------- | ----------------------- | ----------------------- | ----------------------- | ----------------------- | ----------------------- |
| 401                                                    | 395                     | 407                     | 445                     | 463                     | 452                     | 490                     | 510                     | 520                     | 531                     | 526                     |
| Sources: Añorbe et instituto de estadística de navarra |                         |                         |                         |                         |                         |                         |                         |                         |                         |                         |

### Sources
- (es) Cet article est partiellement ou en totalité issu de l’article de Wikipédia en espagnol intitulé « Añorbe » (voir la liste des auteurs).